# Heloc
heloc（へロック) は、日本のグラフィックデザイナー、クリエイティブデザイナー、写真家。
グラフィックデザインチーム「helocdesign」代表。CDジャケット、ポスター、ロゴ、グッズなどのデザイン制作や映像制作、ライブ配信、写真家としても活動中。
2013年にダイバーシティ東京とユニバーサル・スタジオ・ジャパンで行われた「hide ROCKET DIVE 2013-14」事務局クリエイティブデザイナーとしてキービジュアル他担当。

## WORKS
- hide(X-JAPAN)
- 森友嵐士(T-BOLAN)
- T-BOLAN
- 喜多村英梨
- 門田“JAW”晃介(exPE'Z)
- ET-KING
- 竹仲絵里
- DEPAPEPE
- 木村昴
- 峯モトタカオ
- SeanNorth
- Fabrhyme
- A (エース)
- かりんとう (ギターデュオ)
- 叶〜kanae〜
- michi.
- Mio
- BEATde美人
- コキリカ家’
- Sonido del Viento
- AFTER I DIE
- 健太康太
- 初芝崇史
- キサキエミ
- MIYU
- 八木谷由梨
- MUSISTAR
- 西川彩織
- 松山優太
- 高松雪乃
- 川島江里奈
- 越尾さくら
- しらいしりょうこ
- 泉さやか
- 輝＆輝
- 鯨井康介
- 小西成弥
- 大見拓土＆大見洋太
- トンダカラ
- DISACODE
- LAST MAY JAGUAR
- DaizyStripper
- FEST VAINQUEUR
- Rides In ReVellion
- 門馬瑠依
- ASTRID CROWN
- ASURA
- COOL M.B
- PiRO
- Red High-Heel